# Walter Euhus
Walter Euhus (* 1939) ist ein deutscher Sachbuchautor, Fahrradhistoriker und -sammler.
Euhus ist Vorsitzender des Radsport-Vereins Radsport-Club Blau-Gelb Langenhagen von 1927 sowie Schriftführer des Hermann-Löns-Verbandes. 1987 gehörte er zu den Mitbegründern des Vereins Historische Fahrräder, dessen Vorsitzender er sechs Jahre lang war.

## Schriften (Auswahl)

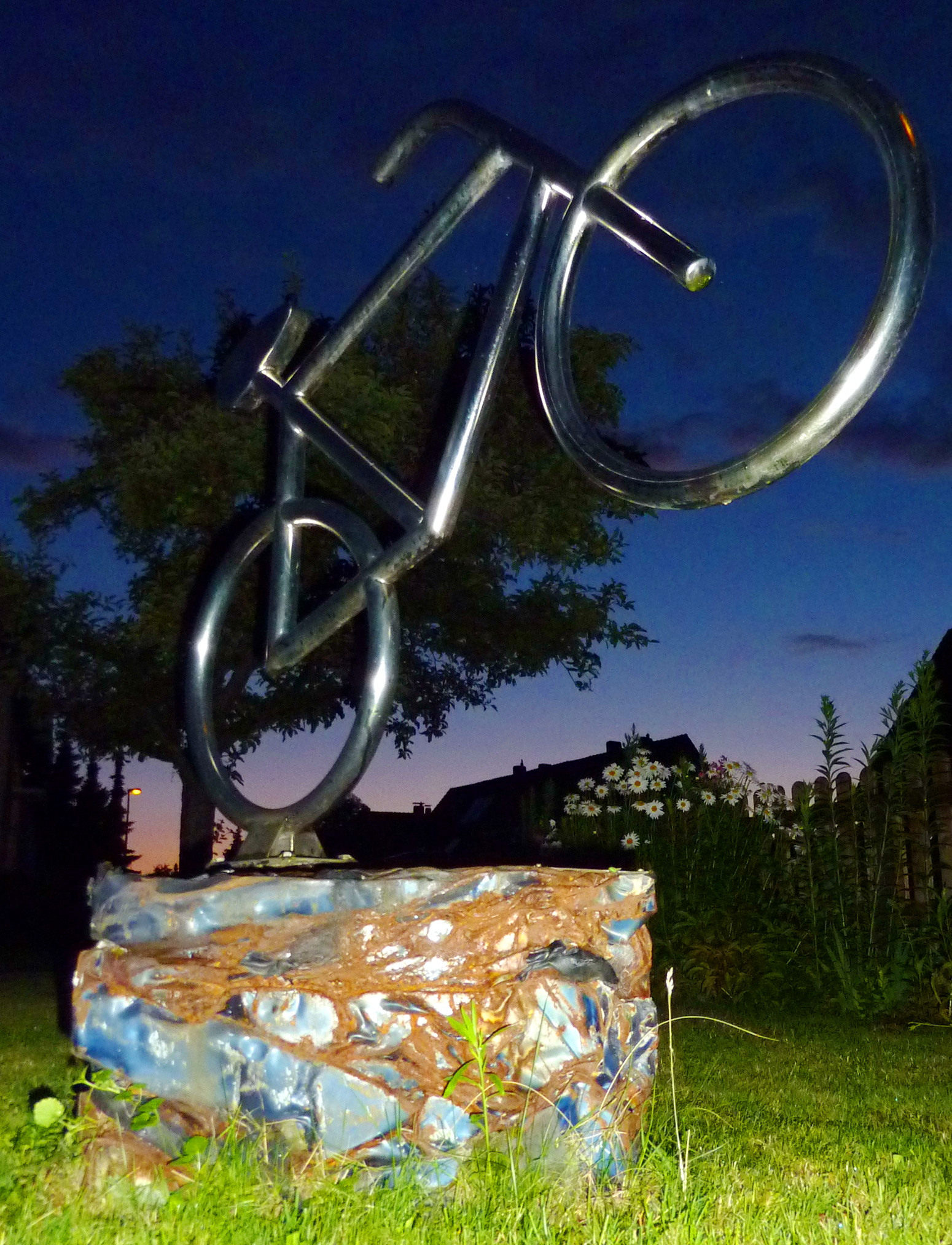
„Victory“, Sieg des Fahrrades über das Auto: Skulptur von Walter Euhus, aufgestellt an der Ecke Deisterweg/Harzweg

- Walter Euhus, Ludwig-Schulte Huxel: Radsport, in Lothar Wieser, Hubert Dwertmann, Arnd Krüger, Hans Langenfeld, Joachim Schlüchtermann, Ludwig Schulte-Huxel (Red.): Sport in Hannover. Von der Stadtgründung bis heute, hrsg. vom Niedersächsischen Institut für Sportgeschichte, Hoya e. V. (NISH) mit wissenschaftlichem Beirat durch Arnd Krüger und Hans Langenfeld, 1. Auflage, Hoya: Niedersächsisches Inst. für Sportgeschichte, 1991, ISBN 3-923478-56-9. S. 266–273
- Walter Euhus: Fahrrad/Cycle/Bicyclette: Revolution. Die Speiche, Langenhagen 1993
- Karin Brockmann, Stefan Brüdermann, Walter Euhus, Thomas Schwark: Hannover fährt Rad: Geschichte – Sport – Alltag. Begleitschrift zur Ausstellung im Historischen Museum Hannover, Braunschweig: Kuhle Buchverlag Braunschweig, 1999, ISBN 978-3-923696-90-1
- Walter Euhus, Alfons Festerling: Rädlichkeiten. Gegenstände und Gerät – am und ums Velociped, Langenhagen: die Speiche-Verlag, 2001, ISBN 978-3-9807011-1-2 und ISBN 3-9807011-1-5
- Walter Euhus: Speichensport. Hannovers historischer Radsport, Langenhagen: Die Speiche, 2001, ISBN 3-9807011-0-7
- Walter Euhus: Die Geschichte der Fahrradbereifung (= Schriftenreihe zur Fahrradgeschichte, Bd. 4), 1. Auflage, Hrsg.: Walter Euhus. Historische Fahrräder e. V., Langenhagen: Historische Fahrräder e. V., 2003, ISBN 978-3-9807011-2-9 und ISBN 3-9807011-2-3
- Walter Euhus: Hochräder – Die Aristokraten. Eine Typen- und Entwicklungsgeschichte des „Hohen Rades“. In: Der Knochenschüttler. Band 29 (3), 2003, S. 1–7.
- Walter Euhus: Hochräder – Die Aristokraten, Teil II. Auszüge aus dem „Handbuch des Bicycle-Sports“ von Victor Silberer & George Ernst, 1883. In: Der Knochenschüttler. Band 30 (1), 2004, S. 9–15.
- Walter Euhus: Hochräder – Die Aristokraten Teil III. Allerlei zum Hochrad. In: Der Knochenschüttler. Band 30 (2), 2004, S. 15–16.
- Walter Euhus (Text), Ilona Thieme (Ill.): Jannis, Velos und das Traumfahrrad. Mit wichtigen Tips für Eltern, Langenhagen: die Speiche-Verlag, [o. D., 2005?], ISBN 978-3-9807011-3-6 und ISBN 3-9807011-3-1
- Walter Euhus: Hermann Löns – mit dem Fahrrad in die Haide. Mobil und ungebunden, Langenhagen, Deisterweg 15B: W. Euhus, 2009, ISBN 978-3-9807011-5-0 und ISBN 3-9807011-5-8
- Walter Euhus: Hermann Löns in künstlerischen Darstellungen und vielen Geschichten, 1. Auflage, Langenhagen: die Speiche, 2013, ISBN 978-3-00-038582-7